# 味方蕃
味方蕃（日语：／）或稱親日蕃、良蕃，是台灣日治時期對衝突中協助政府、警察或軍方之原住民族群的稱呼。其主要任務包括偵查、搜索、作戰、逮補、勸降、運輸與臨時建設。與此相對，在衝突中反抗政府之原住民被稱為反抗蕃、抗日蕃或凶蕃。味方蕃並非專指特定族群或是部落的原住民，亦非常態性組織；同時，相同的部落在不同時空環境下，可能同時具有反抗蕃與味方蕃的身分。

## 歷史

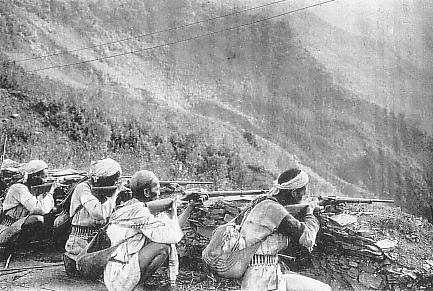
霧社事件中參與戰事的味方蕃

臺灣清治時期在設有隘勇制度，並在屯墾區與原住民活動範圍間設置隘勇線。進入日治時期後，基本上延續清末的隘勇制度，並利用鐵絲網、設置哨站等措施，加強防衛原住民的侵襲。其中，駐紮在隘勇線之隘丁，便有與日本軍警較為友好的原住民。在1896年間，陸軍中尉長野義虎向總督府建議廢除隘勇制度、由原住民組織保護部落的義勇隊。儘管最終施行狀況不明，這仍有可能是味方蕃的雛形。
臺灣總督府於1910年開始進行五年理蕃計畫。推進隘勇線、並以武力討伐被稱為「北蕃」的泰雅族、賽德克族各部落，期間利用平埔族、阿美族、布農族之部落作為味方蕃，輔助軍警鎮壓。至1914年太魯閣戰爭爆發，總督府動員賽德克族部落參與戰鬥，並成功壓制太魯閣族勢力。其後於1915－1945年間政府與原住民的各個衝突中，大多有味方蕃參與。其中包括了薩拉矛事件與霧社事件。太平洋战争爆發後，日本政府亦有於1942－1943年間動員原住民各族組成高砂義勇隊至南洋作戰。

## 參與事件
下表列出部分有味方蕃參與的衝突事件及其中味方蕃的組成：
| 名稱           | 時間         | 味方蕃組成                                                                            |
| -------------- | ------------ | ------------------------------------------------------------------------------------- |
| 新城事件       | 1896年       | 阿美族南勢群                                                                          |
| 姊妹原事件     | 1903年       | 平埔族、布農族干卓萬社                                                                |
| 威里事件       | 1906年       | 阿美族七腳川社等                                                                      |
| 七腳川事件     | 1908年       | 阿美族南勢群薄薄社、飽幹社、里漏社、尾子社、荳蘭社                                    |
| 太魯閣戰爭     | 1914年       | 賽德克族太魯閣群、道澤群                                                              |
| 薩拉茅事件     | 1920年       | 賽德克族霧社群、道澤群、太魯閣群、白狗群、馬勒巴群、萬大群                            |
| 霧社事件       | 1930年       | 賽德克族道澤群、太魯閣群、白狗群、萬大群；霧社群之巴蘭社、塔卡南社、 卡茲庫社、西袍社 |
| 第二次霧社事件 | 1931年       | 賽德克族道澤群                                                                        |
| 太平洋战争     | 1942－1945年 | 高砂義勇隊                                                                            |

## 身份
味方蕃成員在參與衝突時適用戰地敕令，其身份視同軍警；若建有戰功，則適用臺灣總督府頒令的官役人伕貸給予獎賞。